# Günter Feist

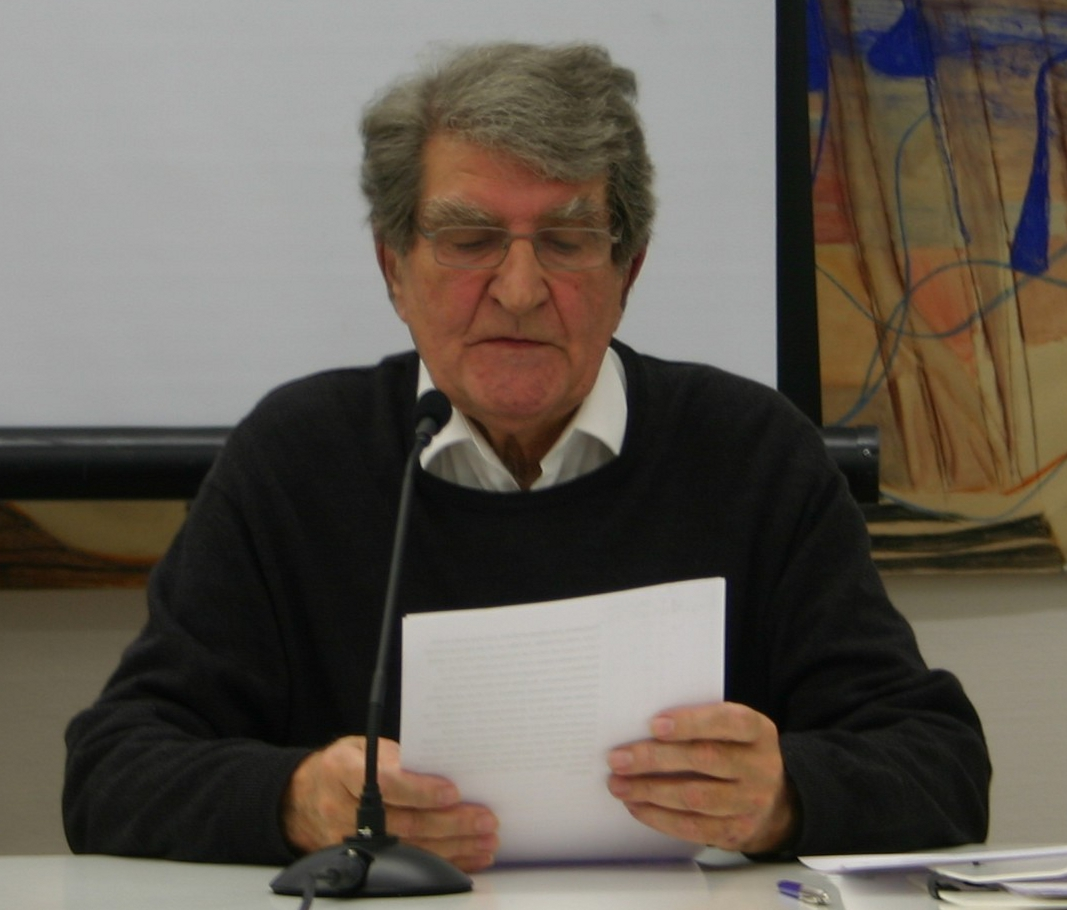
Günter Feist während einer Veranstaltung in der Berliner Galerie Parterre, 2011

Günter Feist (* 10. Februar 1929 in Frankfurt (Oder); † 11. November 2014 in Berlin) war ein deutscher Kunsthistoriker, Nationalpreisträger und politisch Verfolgter in der Deutschen Demokratischen Republik (DDR).

## Leben
Feist, Sohn einer Reinigungskraft und eines Kraftfahrers, wuchs in Frankfurt (Oder) und Brandenburg (Havel) auf. Nach der Volksschule besuchte er eine Handelsschule und machte dort 1944 einen sogenannten Notabschluss. Bis zum Ende des Zweiten Weltkriegs war er als Hilfsarbeiter im Brandenburger Flugzeugwerk Arado dienstverpflichtet.
Nach dem Ende des Kriegs wurde Feist Mitglied der Kommunistischen Partei Deutschlands (KPD) und engagierte sich als deren Vertreter im Antifa-Jugendausschuss in Brandenburg. Durch die in der sowjetischen Besatzungszone Deutschlands durchgeführte Zwangsvereinigung der KPD und der Sozialdemokratischen Partei Deutschlands (SPD) zur Sozialistischen Einheitspartei Deutschlands (SED) wurde Feist 1946 deren Mitglied. Im selben Jahr schloss er einen Neulehrerkurs, später die Erste Lehrerprüfung ab und war bis 1948 als Lehrer tätig.
Von 1948 bis 1950 besuchte Feist eine Arbeiter-und-Bauern-Fakultät (ABF), legte das Abitur ab und wurde Dozent für Deutsch an der ABF Berlin. Von 1951 bis 1956 studierte er Geschichte, dann Kunstgeschichte an der Humboldt-Universität (HU) Berlin.
1957/58 begann er eine Aspirantur am Institut für Gesellschaftswissenschaften (IfG) der SED, brach diese aber ab und wurde 1959 wissenschaftlicher Oberassistent im Forschungsauftrag am Kunstgeschichtlichen Institut der HU Berlin und leitender Redakteur sowie Mitherausgeber des Lexikons der Kunst für den Seemann-Verlag in Leipzig.
Nach dem Bau der Berliner Mauer am 13. August 1961 geriet Feist zunehmend in Konflikt mit der Partei- und Staatsführung der DDR. Im Jahr 1964 veröffentlichte er in der Zeitschrift Bildende Kunst den Aufsatz Wir müssen es uns schwerer machen, in dem er den Verband Bildender Künstler der DDR (VBK) und das Politbüro des Zentralkomitees der SED stark kritisierte. Seine Kritik wandte sich vor allem gegen Gängelungen und Verfolgung verschiedener Künstler. Er sprach wörtlich von der „abwertenden Beurteilung von Kunstwerken mittels des Begriffs der Dekadenz“. Im Februar 1966 verlor er alle Posten, trat aus der SED aus und war fortan freischaffend tätig.
Von 1968 bis 1971 hatte Feist einen Honorarauftrag als Lektor für Kunstgeschichte an der Betriebsakademie der DEFA in Potsdam-Babelsberg, von 1971 bis 1981 betreute er mit seiner Ehefrau die Grafiksammlung von Lothar Bolz. Ab 1975 erhielt er Aufträge des Zentrums für Kunstausstellungen der DDR, unter anderem für die Erarbeitung der Retrospektive zur Ausstellung Weggefährten – Zeitgenossen und des zugehörigen Katalogs. Die Ausstellung musste aufgrund von Konflikten mit der Partei- und Staatsführung kurz vor der Eröffnung im Oktober 1979 stark überarbeitet werden. Nach dieser Erfahrung entschloss sich Feist zur Ausreise in die Bundesrepublik Deutschland und stellte 1983 einen entsprechenden Antrag. Daraufhin unterlag er faktisch einem Berufsverbot.
Bis zu seiner Ausreise nach West-Berlin 1987 hielt sich Feist mit verschiedenen Tätigkeiten, unter anderem als Heizer und Reinigungskraft, über Wasser. Von 1989 bis 1993 war Feist Mitarbeiter beim Museumspädagogischen Dienst Berlin. 1992 war er Mitbegründer des Vereins Kunstdokumentation SBZ/DDR sowie 1993 einer gleichnamigen Arbeitsgruppe.

## Ehrungen
- 1980 Nationalpreis der DDR als Mitherausgeber des Lexikons der Kunst.[4]

## Schriften (Auswahl)
- Ursula und Günter Feist: Kunst und Künstler. Aus drei Jahrzehnten einer deutschen Kunstzeitschrift. Berlin 1971, Dresden 1979.
- Ursula und Günter Feist: Russische Grafik des 19. und 20. Jahrhunderts – Eine Auswahl aus einer Berliner Privatsammlung. Nürnberg 1977.
- Günter Feist: Kunstdokumentation SBZ/DDR. Köln 1996.